# Satansabe
Satansaben (Chiropotes satanas) er en primatart blandt vestaberne. Den lever i tropisk skov i det nordlige Sydamerika. Den vejer omkring 3 kg og kroppen måler ligesom halen cirka 40 cm. Satansaben har et busket skæg, og den tætte lange pels på hovedet giver den et tykt pandehår. Når den er ophidset, slår den med halen som en kat og udstøder en gennemtrængende fløjten.